# Frederick de Jersey Clere

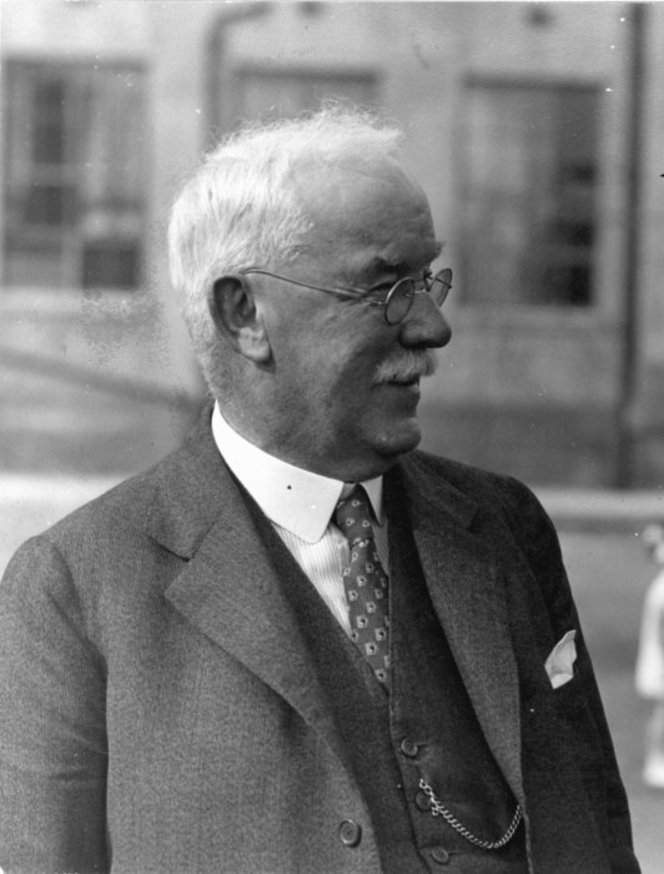
Frederick de Jersey Clere auf der Jubiläumsfeier des Wellington Technical College, um 1936

Frederick de Jersey Clere (* 7. Januar 1856 in Walsden, West Yorkshire, England; † 13. August 1952 in Wellington) war Architekt in Neuseeland und vorzugsweise in der Kunst des Kirchenbaus tätig.

## Leben
Frederick de Jersey Clere wurde am 7. Januar 1856 als zweiter Sohn der Eheleute Henry Clere und Ellen Vaughan in Walsden, damals Lancashire zugehörig, geboren. Sein Vater, der spätere Vikar der St. Mary's Church in New Plymouth, Neuseeland, war seinerzeit Pastor in der örtlichen Anglikanischen Kirche. Frederick besuchte die St John's School im Stadtteil Lower Clapton, im Nordosten von London gelegen, und begann später im Alter von 16 Jahren eine Ausbildung zum Architekten unter Edmund Evan Scott aus Brighton. 1875 wurde er Chefassistent von Robert Jewell Withers (1824–1894), einem Kirchenbauer aus London.
1877 wanderte er mit seinen Eltern nach Neuseeland aus und heiratete am 18. April 1883 in Feilding seine erste Frau Mary Goodbehere. Aus ihrer Ehe gingen drei Töchter und 2 Söhne hervor. 1886 zog er mit seiner Familie nach Wellington, von wo aus er sein schaffensreiches Leben gestaltete. Nachdem seine erste Frau im April 1904 verstorben war, heiratete er im Oktober des folgenden Jahres erneut. Mit Elizabeth Johnston Ingles, die bereits 1920 verstarb, hatte er zwei weitere Töchter. Clere selbst verstarb am 13. August 1952 im Alter von 96 Jahren in Wellington.

## Wirken
Frederick de Jersey Clere arbeitete anfänglich von 1879 bis 1883 in Feilding und anschließend von 1883 bis 1886 in Wanganui. Er baute Wohnhäuser anfangs im einfachen Design, nutze aber bereits innovative Techniken, um Schäden durch Erdbeben und Feuer minimieren zu können.
Später, um die Jahrhundertwende, ging er in elisabethanischen Baustil über, den er in Bauten im Rangitikei District verwendete.

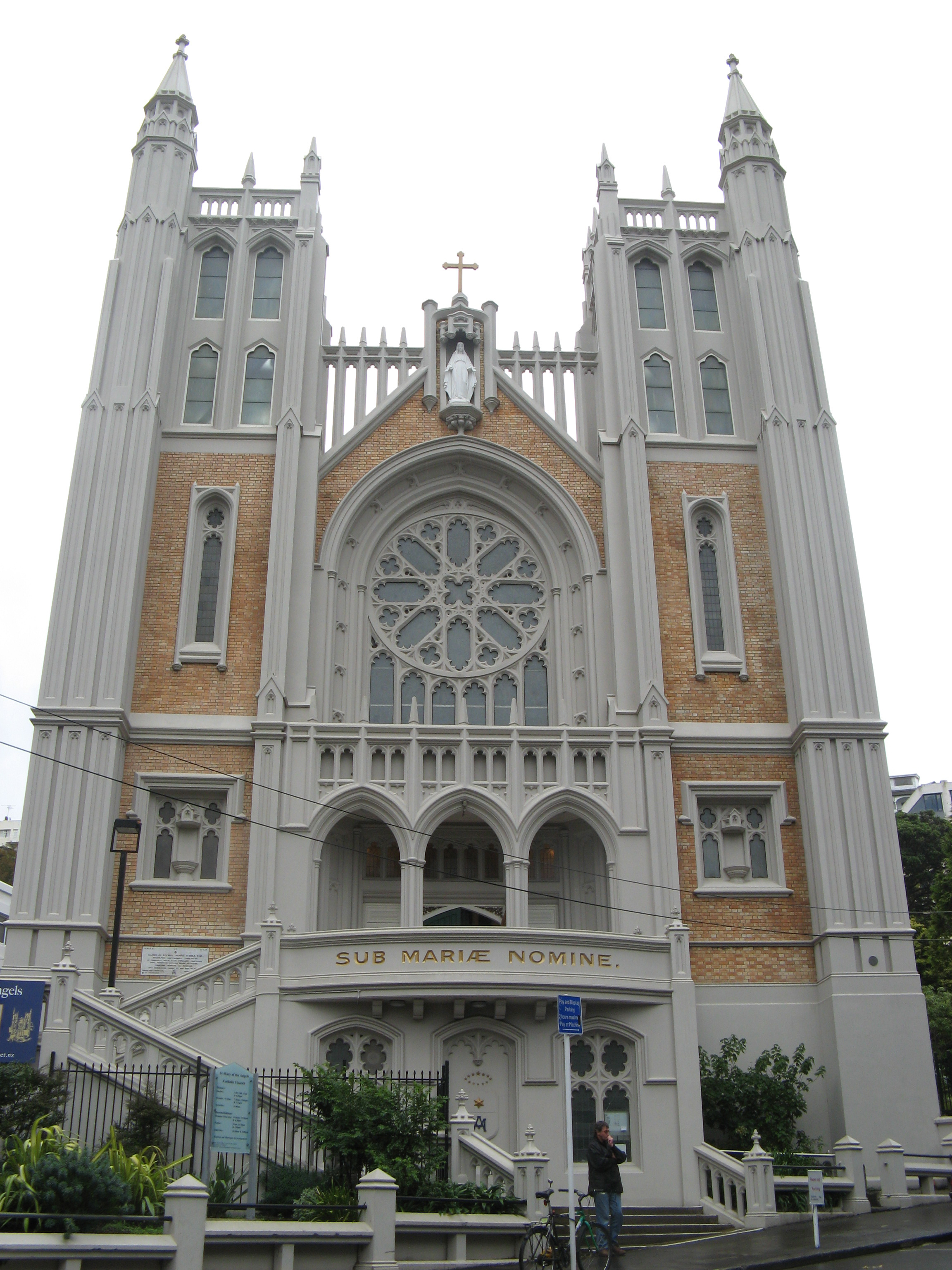
St Mary of the Angels

1883 wurde er Architekt der Diözese der Anglikanischen Kirche in Wellington. Für sie war er verantwortlich für den Bau von über 100 Kirchen, die er bis 1904 vornehmlich in Holzbauweise und hauptsächlich in ländlichen Distrikten errichtete, später aber beim Bau von Kirchen in Städten zur ziegelbauweise überging oder Stahlbeton nutze, wie er u. a. in St Matthew's in Hastings, St Mary of the Angels in Wellington und St. Andrew's in New Plymouth zu finden ist.
Etwa 85 seiner Kirchen bestehen noch, sowie einige Bauwerke in Wellington, darunter das AMP Building am Customhouse Quay und zwei Hafengebäude des Harbour Board auf der Queen's Wharf, das Wellington Harbour Board Wharf Office Building und der Wellington Harbour Board Head Office and Bond Store. Fast alle seiner Kirchen waren in einer sparsamen und unaufdringliche Weise vom zeitgenössischen neugotischer Baustil geprägt, zu finden in den Spitzbögen, in den Dachgebälkkonstruktionen und in den Formen der Türme bzw. Glockentürmen.
Clere war Mitglied des Royal Institute of British Architects von 1882 an und Fellow im Jahr 1886, war deren Sekretär für Neuseeland und schied 1948 auf Grund seines hohen Alters von bereits 92 Jahre aus. Er war Gründungsmitglied des New Zealand Institute of Architects und Präsident des Wellingtoner Zweigs der Association of Architects in Neuseeland. Er publizierte eine Reihe von Artikeln über Kunst und Architektur in verschiedenen Fachzeitschriften.
1935 wurde er für seine Verdienste mit der King George V Silver Jubilee Medal ausgezeichnet.